# Kościół Haidian
Kościół Haidian (chiń. 海淀堂; pinyin Hǎidiàn táng) – protestancka świątynia znajdująca się w dzielnicy Haidian w Pekinie.
Kościół powstał na potrzeby wspólnoty protestanckiej, działającej od 1915 roku na Uniwersytecie Tsinghua. Kamień węgielny pod świątynię położono 5 kwietnia 1933 roku, a budowę zakończono 15 czerwca tego samego roku. Był to pierwszy kościół wzniesiony przez chińską społeczność chrześcijańską, a nie przez zagranicznych misjonarzy.
Po rozpoczęciu rewolucji kulturalnej kościół, podobnie jak inne miejsca kultu w mieście, został zamknięty. Ponownie otwarto go 12 maja 1985 roku.  
Na początku XXI wieku budynek kościoła okazał się zbyt mały na potrzeby rosnącej wspólnoty wiernych, w związku z czym w 2003 roku podjęto decyzję o jego wyburzeniu i postawieniu nowej świątyni. Budowa ruszyła 1 sierpnia 2005 roku. Nowy kościół został otwarty 31 maja 2007 roku. Zaprojektowała go niemiecka firma GMP International GmbH, a koszt budowy wyniósł 6 milionów juanów.
Utrzymana w modernistycznym stylu biała bryła budynku nie przypomina swoim wyglądem tradycyjnych kościołów. W wejściu do kościoła umieszczono olbrzymi krzyż. Po lewej stronie od wejścia znajduje się dzwonnica.